# Кельтская музыка

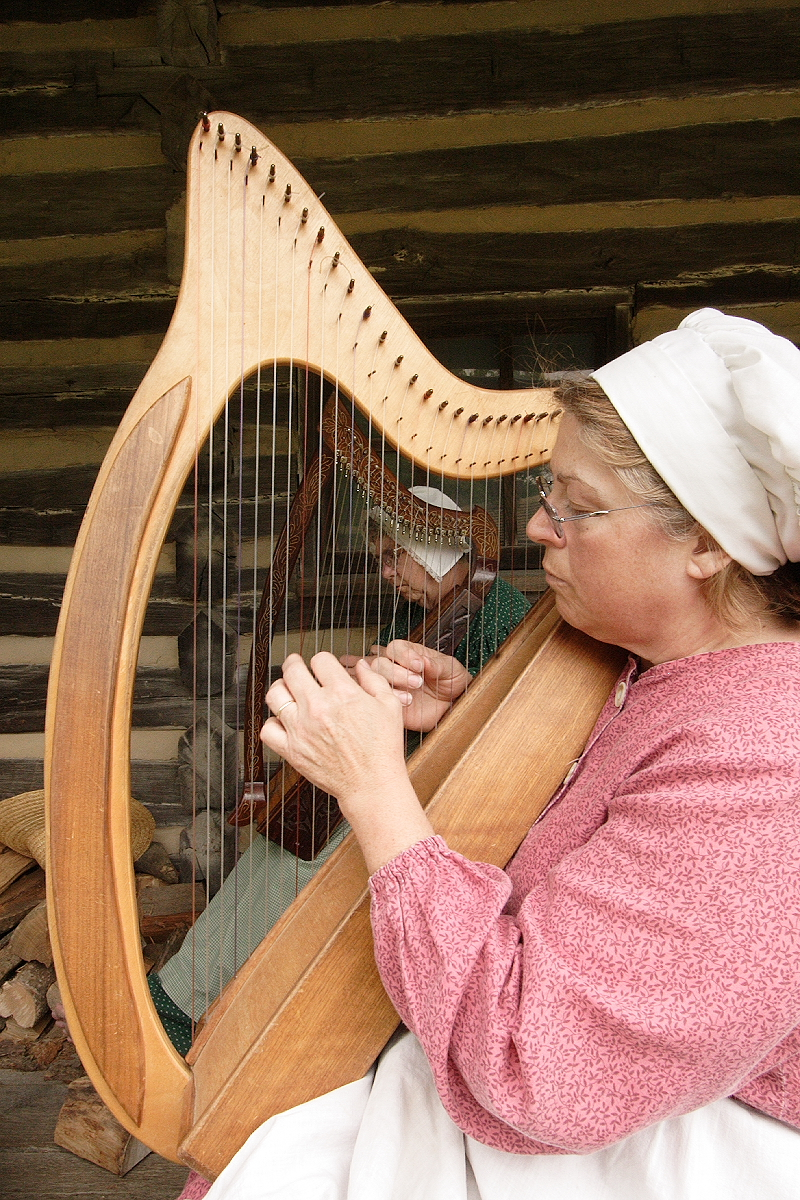
Женщина — реконструктор с кельтской арфой.

Кельтская музыка — термин, используемый для обозначения совокупности музыкальных традиций народов, являющихся потомками кельтов. Современные потомки кельтов проживают на территории Ирландии, Шотландии, Мэна, Корнуолла, Бретани, Уэльса, Галисии, Астурии и Кантабрии. Синтез кельтской традиционной музыки с жанрами популярной музыки породил целое направление — келтик-фьюжн.

## Разновидности кельтской музыки

Шотландия (синий), Ирландия (зелёный), Остров Мэн (золотой), Уэльс (красный), Корнуолл (жёлтый), Бретань (чёрный).

### Ирландская музыка
Самым древним стилем исполнения считается пение шан-нос (sean-nos — старый стиль). Это сложный, сильно орнаментированный стиль пения без инструментального сопровождения. Шан-нос оказал определенное влияние на инструментальную музыку, что выражается в наличии большого числа партий для солирующих инструментов в подобной музыке. Старейший инструмент ирландской музыкальной традиции — арфа, которая рассматривалась как профессиональный инструмент. В XVI веке в Ирландию попала скрипка, а к XIX сложилась ирландская локтевая волынка (uilleann pipes) в её современном виде, в середине XIX века пришёл аккордеон. К 1920-м годам стали появляться кейли-бэнды — группы музыкантов, игравшие на танцевальных вечерах. В 50-х гг. XX века для борьбы с влиянием американской музыки Шон О’Риада, композитор и преподаватель, основал «Ceoltoiri Chualann», группу, посвятившую себя новому прочтению традиционной ирландской музыки. Часть её участников позже основали «Chieftains», которые много сделали для того, чтобы представить эту музыку вниманию более широкой аудитории. Примеру «The Chieftains» последовали несколько других групп, в их числе «The Dubliners», «Planxty» и «Clannad». В 1960-70-е годы в Ирландии произошло «фолк-возрождение», благодаря которому ирландская музыка стала известна далеко за пределами Зеленого Острова.
- Seán Ó Riada
- The Chieftains
- The Clancy Brothers
- The Irish Rovers
- The Dubliners
- Sweeney's Men
- Planxty
- The Bothy Band
- Clannad
- De Dannan
- Altan
- Anuna
- Arcady
- Dervish
- Patrick Street
- Beoga
- Gráda
- Danú
- Teada
- Karan Casey
- Meav

### Шотландская музыка
Противостояние Англии и Шотландии находит своё отражение в содержании шотландских народных песен. Развитие шотландской фолк-музыки географически может быть поделено на Хайленд, где английское влияние было незначительным, и Лоуленд, где оно было более явным. Также распространены песни, сопровождающие различные виды работ, особенно валяние сукна, и бофи-баллады (bothy-ballads; песни фермеров). Работники играли также инструментальную музыку. В бофи-группах играли на скрипках, губных гармошках, тин-вистлах. Ритм отбивался каблуками по ящику, в котором хранился овес. Текст вообще мог не иметь никакого смысла и состоял из набора ничего не значащих слогов. Это искусство было известно как «дидлинг» или «разговорная» музыка (puirt a beul; mouth music).
- Ewan MacColl
- Alex Campbell
- Фишер, Арчи
- Jean Redpath
- Hamish Imlach
- Dick Gaughan
- The Gaugers
- The Corries
- The McCalmans
- The Clutha
- The Whistlebinkies
- The Boys of the Lough
- Silly Wizard
- The Tannahill Weavers
- Battlefield Band
- Ossian

### Музыка острова Мэн
Мало что можно сказать по поводу характера музыки на острове Мэн до XV века. Существуют многочисленные резные кресты этой эпохи, на них чаще всего встречаются изображения двух музыкантов: исполнителя на луре и арфиста. Песни этой эпохи, возможно, имели скандинавские корни, некоторые из них также похожи на ирландские и шотландские. Песня «Reeaghyn Dy Vannin» очень похожа на колыбельную с Гебридских островов. Самые ранние письменные доказательства свидетельствуют о скрипичной музыке, однако в отличие от кельтской традиции арфа здесь не применялась. Церковная музыка XIX века является наиболее документированной мэнкской музыкой. Однако её популярность снижается к концу XX века. Народная музыка острова Мэн начала своё возрождение в конце XX века, наряду с общим возрождением мэнкского языка и культуры. После смерти в 1974 последнего носителя мэнкского языка, возрождение начинается с новой энергией.
- King Chiaullee
- Skeeal
- The Mannin Folk
- Mactullagh Vannin
- Moot

### Корнуоллская музыка
Корнуоллская музыка известна своим подобием бретонской музыке. Некоторые старинные песни и гимны схожи с бретонскими мелодиями. Из Корнуолла было легче попасть в Бретань, чем в Лондон. Соответственно корнский и бретонский языки взаимопонимаемы. Между этими странами происходил интенсивный культурный обмен. Корнуоллские музыканты использовали множество традиционных инструментов. Документальные источники и корнуоллская иконография предполагают, что в позднем Средневековье использовались похожий на скрипку crowd, бомбарда (horn-pipe, рожок), волынка и арфа. К XIX столетию стали популярны бойран (crowdy crawn) и скрипка. В 1920-х активно внедрялся банджо. После 1945-го популярным стал аккордеон, в 80-х он был присоединён к инструментам народного возрождения.
Народные песни: en:Bro Goth agan Tasow, en:Camborne Hill, en:Come, all ye jolly tinner boys, en:Delkiow Sivy, en:Hail to the Homeland, The Song of the Western Men.
Известные исполнители: Бренда Вуттон, Dalla, Fisherman's Friends, Anao Atao, Bucca, Sowena, Asteveryn, Hevva, Pyba и прочие.

### Бретонская музыка

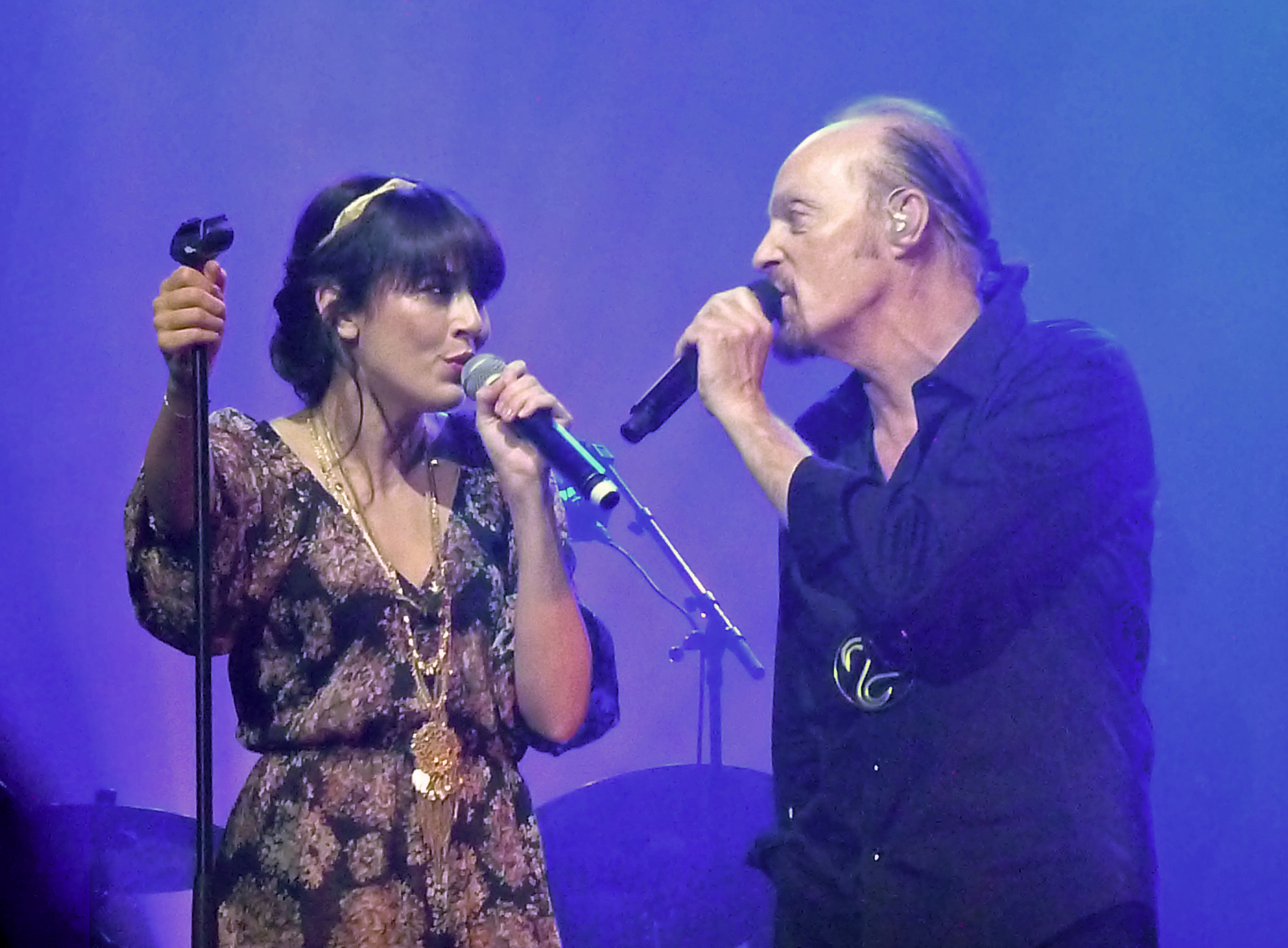
Nolwenn Leroy и Alan Stivell (2012)

В отличие от островных ирландцев и шотландцев, бретонцы поселились на материке и в большей степени испытали культурное влияние европейских народов. Этим объясняется сложность и разнообразие бретонской народной музыки, в ней нет простых джиг и рилов, им скорее присущи позднесредневековые музыкальные формы, такие как гавот, например. Кан-а-дискан (kan ha diskan) — очень специфичная манера бретонского народного пения. Его суть состоит в перекличке между поющими. Характерные инструменты: биню-коз (biniou koz, традиционная бретонская волынка, использующаяся, как правило, вместе с бомбардой) и бомбарда (bombarde, старинный музыкальный инструмент, предок гобоя).
- Alan Stivell (до 1970-го)
- Bleizi Ruz
- Dan Ar Braz
- Denez Prigent
- Didier Squiban
- Gérard Jaffrès
- Gilles Servat
- Gwenael Kerleo
- Nolwenn Leroy
- Soldat Louis
- Tri Yann
- Yann-Fañch Kemener

### Валлийская музыка
Пенильон — валлийская традиция, соединяющая инструментальную музыку и поэзию: арфист играет всем известную мелодию, то время как другой музыкант импровизирует, сочиняя одновременно стихи и мелодию, переплетающуюся с мелодией первого. Пенильон дожил до XX века, хотя мастерство импровизации постепенно забывается, и теперь под пенильоном подразумевают всего лишь переплетение двух разных мелодий, одну из которых поют, а другую — играют. Наиболее популярными инструментами в Средние века были арфа, крота (смычковый струнный инструмент с двумя мелодическими струнами и четырьмя бурдонными) и рожок-пибгорн (язычковый музыкальный инструмент, состоящий из деревянной трубки и изогнутого раструба, сделанного из рога). В своё время были и волынки, но они вышли из употребления. Валлийская музыка испытала сильное влияние английской культуры. В настоящее время предпринимаются попытки по восстановлению старинных музыкальных форм и инструментов.
- Нанси Ричардс[англ.]
- Llio Rhydderch
- Робин Хыу Боуэн[англ.]
- Carreg Lafar
- Plethyn
- Fernhill
- Siân James
- Ar Log

### Музыка Галисии, Астурии, Кантабрии и Траз-уж-Монтиш
- en:Music of Galicia, Cantabria and Asturias
- Milladoiro
- Os Areeiras
- Os Rosales
- Os Campaneiros
- Os Irmáns Garceiras
- Carlos Nuñez
- Susana Seivane
- Hevia
- Llan de cubel
- Tejedor
- El Sueño de Morfeo
- Galandum Galundaina

## Кельтская музыка в России
Одним из первых исполнителей, чьи музыкальный стиль и аранжировки были близки к кельтской музыке, часто называют Бориса Гребенщикова и группу «Аквариум». Сам он неоднократно называл среди своих любимых шотландскую группу Silly Wizard. Таким образом, первой публикой, которая начала воспринимать кельтскую музыку, были по большей части хиппи из окружения «Аквариума». Однако более широкую известность кельтская музыка получила в среде исторических реконструкторов. Большинство клубов нашей страны занималось и занимается реконструкцией периода викингов. Их культура исторически была тесно связана как с Россией, так и с Ирландией. Для многих реконструкторов-историков ирландская музыка заняла место скандинавской, поскольку всегда была более доступна. Почувствовав интерес молодежи, кельтскую музыку стали активно разрабатывать ведущие радиопрограмм. Программы, напрямую затрагивавшие кельтскую музыку выходили в период 1992—1996 годов на радио «Эхо Москвы», «Юность», «VOX». Особенно надо отметить цикл программ Celtic time и «Музыка и Эпос» на радио «Ракурс» в 1994—1996.
С середины 1990-х стали появляться российские исполнители кельтской музыки: «Team Ocean» с альбомом «Celts» 1995 года, «Puck and Piper» и другие. В 1996 году была создана организация «Русское Кельтское Общество».
Интерес к кельтской музыке в России неуклонно растёт, а популярность её, по утверждению источника, кроется в ментальном сходстве русского и кельтского народов. Появляются новые группы, организуются фестивали, наподобие Moscow Fleadh, Самайн, ShadeLynx, Белтайн, день святого Патрика или Волынщик (Санкт-Петербург). В кельтской музыке в России можно выделить три основных направления:
1. традиционная кельтская музыка, яркие представители — группы «Воинство Сидов» (Slua Si), Blind Harper, Rún, Lacuna (Санкт-Петербург), Glasach (Москва), Spiritual Seasons, Anima Helicus, Clann Lir, ВИА "Дружный коллектив".
2. кельтская музыка на основе современных обработок, яркие представители — «Жители Холмов» (Si Mhor), Telenn Gwad, Welladay, «Нок-На-Рей», Ann'Sannat, Art Ceilidh, Mervent, The Moonlit Valley, Puck & Piper.
3. кельтская музыка не является основной, музыканты часто лишь используют некоторые элементы кельтской музыки совместно с русскими, скандинавскими и другими народными мелодиями, некоторые представители — «Мельница», «Белая Сова» (White Owl), «Tintal», «Дар», The Dartz, Хелависа.

## Музыкальные инструменты
Традиционные инструменты в кельтской музыке:
- Скрипка
- Аккордеон
- Банджо
- Бузуки
- Концертина
- Арфа
- Ирландская волынка
- Великая хайлендская волынка
- Ирландская флейта
- Вистл
- Боуран

## Музыкальные формы
- Баллада
- Джига
- Рил
- Страспей

## Фестивали
Кельтская музыкальная сцена включат множество различных фестивалей. Наиболее выдающиеся из них:
- Festival Internacional do Mundo Celta de Ortigueira (Ортигуэйра, Галисия)
- Yn Chruinnaght (Остров Мэн)
- Celtic Colours (Кэйп-Бретон, Новая Шотландия)
- Celtic Connections (Глазго)
- Festival Interceltique de Lorient (Лорьен, Бретань)
- Fleadh ceol na hEireann (Талламор, Ирландия)
- Festival Intercéltico de Sendim (Сендим, Португалия)